# 索倫·克拉雅布克森
索倫·克拉雅布克森（丹麥語：Søren Kragh-Jacobsen）是一位丹麥的電影、電視導演以及音樂創作者，他是激進電影運動逗馬宣言的發起人之一，並親自拍攝一部逗馬宣言電影《敏郎悲歌》(Mifune)，該部片又稱作「逗馬3號」，並獲得第49屆柏林影展評審團大獎銀熊獎。

## 生平
克拉雅布克森先學電視而後又前往捷克布拉格主修紀錄片，返回丹麥後開始導電視劇，而後才參與逗馬宣言運動，主張電影拍攝回歸真實與不打人工燈與特效。
他目前與妻子還有兩個小孩住在哥本哈根。